# St-Martin (Serviers-et-Labaume)

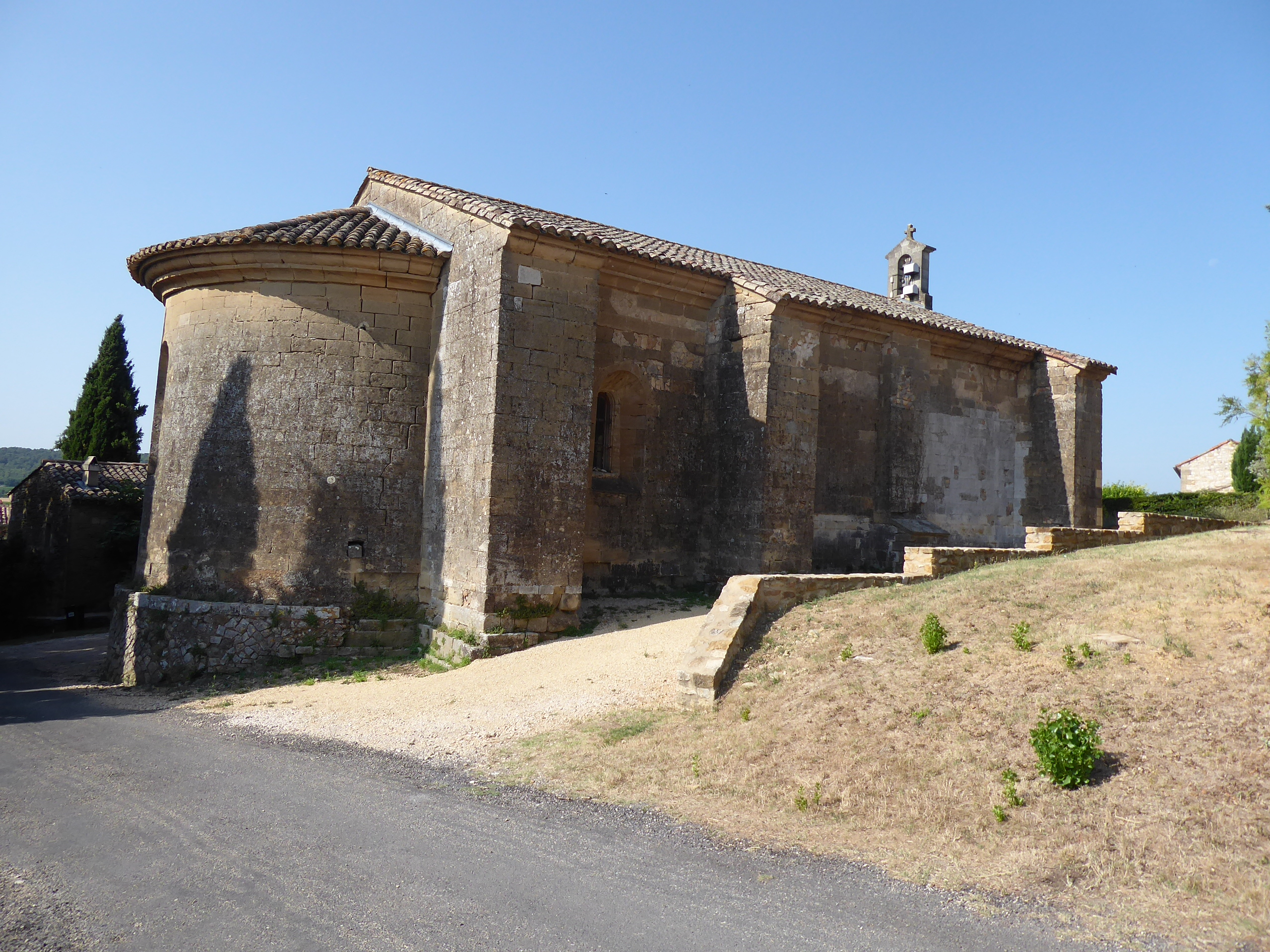
Kirche St-Martin in Serviers-et-Labaume

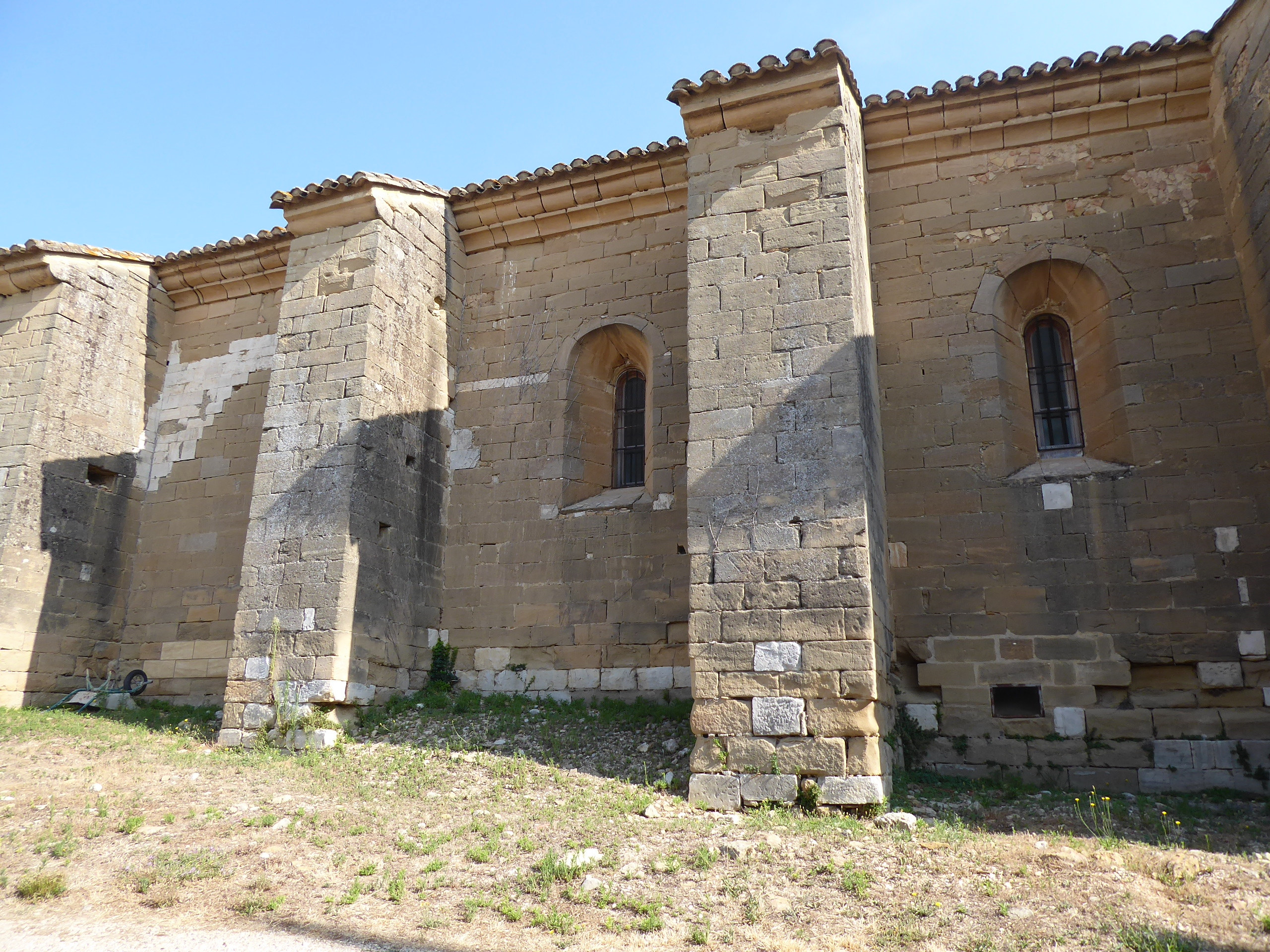
Detail der Südseite

St-Martin ist die römisch-katholische Kirche von Serviers-et-Labaume im französischen Département Gard. 

## Beschreibung
Die Kirche St-Martin entstand im 12. Jahrhundert auf den Fundamenten eines älteren gallo-römischen Heiligtums im typischen Stil der romanischen Landkirchen im Languedoc als einschiffige Saalkirche mit Halbkreisapsis als Chorschluss. In einer Bulle des Papstes Calixt II. wurde St-Martin im Jahr 1119 als Besitz der Abtei Saint-Gilles genannt. Obwohl das Gotteshaus mehrfach Ziel von Zerstörungen in kriegerischen Auseinandersetzungen war, konnte im Gegensatz zu zahlreichen anderen Bauwerken der Region der mittelalterliche romanische Charakter bewahrt werden.
St-Martin wurde direkt unterhalb der Burg von Serviers errichtet und wurde in Kämpfen um die Festung im Zuge der Religionskriege in den Jahren 1580 und 1681 in Mitleidenschaft gezogen. Im April 1662 wurde mit der Wiederherstellung der Kirche begonnen. Am 7. August 1703 wurde die Kirche durch die Kamisarden in erneuten religiösen Auseinandersetzungen niedergebrannt. Ihre heutige Baugestalt mit einer klassizistischen Fassade mit Glockengiebel erhielt die Kirche im Laufe des 19. Jahrhunderts.